# Oberhöger
Oberhöger ist ein Gemeindeteil der Kreisstadt Miesbach auf der Gemarkung Wies im oberbayerischen Landkreis Miesbach.

## Ortsbeschreibung
Die Einöde Oberhöger liegt 3,2 km südwestlich von Miesbach.
Der ehemalige Getreidekasten, Oberhöger 33, hat einen	Blockbau-Oberstock mit zwei Kammern. Er stammt aus der Zeit um 1775 und wurde später mit einem Schuppen überbaut. Er ist in die Liste der Baudenkmäler in Miesbach eingetragen.
In Jakob Maiers Hof in der Wies (Oberhöger) hängt ein von seinem Urgroßvater gemaltes Bild mit nicht maskierten Dorfbewohnern, die an einem sogenannten Haberfeldtreiben teilgenommen haben. Das ist ein heute nicht mehr gebräuchliches Rügegericht, das unter anderem in der Gegend um Miesbach ausgeübt wurde.

## Name
Der Ortsname bezieht sich wohl auf den oberen Teil der Miesbacher Höh, den Höhenzug zwischen Schliersee und Mangfall südlich der Tölzer Straße.

## Bevölkerungsentwicklung
Um 1887 lebten in Oberhöger 15 Einwohner. Im Mai 1987 gab es dort zehn Einwohner in zwei Wohngebäuden.
| Jahr      | 1871 | 1925 | 1950 | 1970 | 1987 |
| Einwohner | 15   | 13   | 16   | 13   | 10   |